# Puente Ferroviario Atirantado Garra de Jaguar
El puente ferroviario atirantado Garra de Jaguar será un puente ferroviario ubicado en Quintana Roo, México. El puente ferroviario de 266 metros, se construirá para librar la cueva Garra del Jaguar en el municipio de Tulum.
El Fondo Nacional de Fomento al Turismo (Fonatur) y las empresas Mota-Engil, ICA e Indi edificarán el puente atirantado.

## Críticas
Organizaciones ambientalistas alertan que tanto el puente como los pilotes sobre los que estará sostenida la vía del tren no estaban previstos en la Manifestación de Impacto Ambiental del Tramo 5 sur del Tren Maya, lo cual por sí mismo constituye una violación a la Ley General del Equilibrio Ecológico y Protección al Ambiente.